# 格里奧

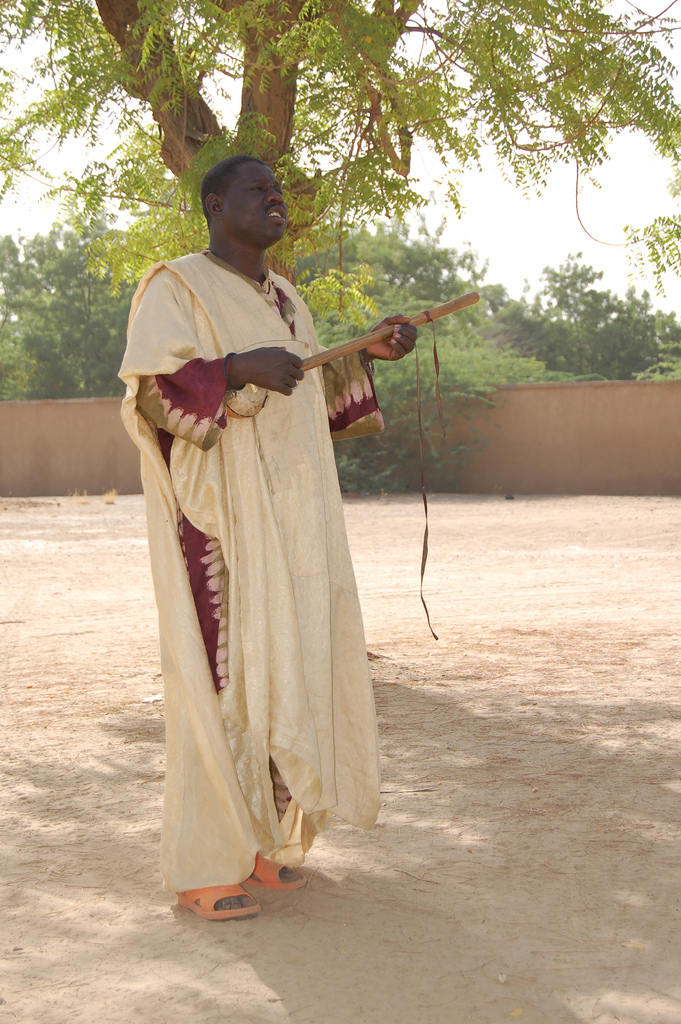
一名在尼日尔迪法彈奏卡蘭姆琴的豪薩人格里奧

格里奧（/ˈɡriːoʊ/；法語：[ɡʁi.o]；曼丁語：jali；塞雷尔语：kevel；沃洛夫語：gewel）是西非地區對身兼歷史學者、說書人、吟頌歌手、詩人與音樂家的總稱。由於格里奧們精通以口述傳統的方式說唱歷史故事，因此往往被視作吟游诗人。此外在古代時期，部分的格里奧還會進入宮廷內，擔任王室的顧問等重要職務。